# Белозерская улица (Москва)
Белозе́рская у́лица — улица Москвы в районе Бибирево Северо-Восточного административного округа. Проходит от Мелиховской улицы до улицы Корнейчука.

## Название
Названа 18 февраля 1976 году по Белому озеру — одному из крупнейших озёр Русского Севера — и городу Белозерску Вологодской области на его берегу, в связи с расположением на севере Москвы. Название перенесено с упразднённой улицы в Лианозове.

## Расположение
Белозерская улица проходит от Мелиховской улицы на юго-восток параллельно улице Лескова, справа примыкает Подушкинский переулок. Затем улица поворачивает на северо-восток и оканчивается на улице Корнейчука. Нумерация домов ведётся от Мелиховской улицы.

## История
Улица расположена на территории бывшей деревни Подушкино, снесённой во время бурной застройки окраин Москвы спальными районами в 70-е годы XX века.
В 2003—2004 годах в зелёной зоне на месте слияния Чермянки и Алтуфьевской речки был построен парк «Этнографическая деревня Бибирево» площадью около 12 га. Здесь очистили пруды, высадили новые деревья и кустарники, а также построили мосты и деревянные прогулочные дорожки. В 2018 году парк был обновлен — на территории реконструировали эстраду с танцполом, детские площадки, установили новые спортивные тренажеры и стол для настольного тенниса, а также оборудовали поле для игры в мини-футбол. Вдоль набережной водоемов обновили прогулочные тропы на сваях и мостики через реку.
9 августа 2000 года в начале улицы была заложена «Аллея дружбы» Украины и России в честь установленных породнённых связей между Москвой и Киевом 3 февраля того же года. Летом 2022 года на фоне российского вторжения на Украину памятник был «обезличен»: исчезла памятная табличка с информацией, а бетонные блоки перекрашены в белый цвет.

## Примечательные здания и сооружения
По нечётной стороне:
- № 7 — школа № 1682 (с 2013 года объединена с ГБОУ СОШ № 1413, отд. 3)
- № 13 — школа № 964 (с 2013 года объединена с ГБОУ СОШ № 1413, отд. 2)
- № 15 — ГБОУ СОШ с углубленным изучением английского языка № 1413, отд. 1

По чётной стороне:
- № 8А — Детский сад-начальная школа № 1646
- № 12 — ГБОУ Государственная столичная гимназия[6]
- № 14 — Московское среднее специальное училище Олимпийского резерва № 4 и физкультурно-оздоровительный комплекс
- Этнографическая деревня Бибирево

В сквере напротив дома 3 по Белозерской улице находилась «Аллея дружбы» с бывшим памятником российско-украинской дружбе.

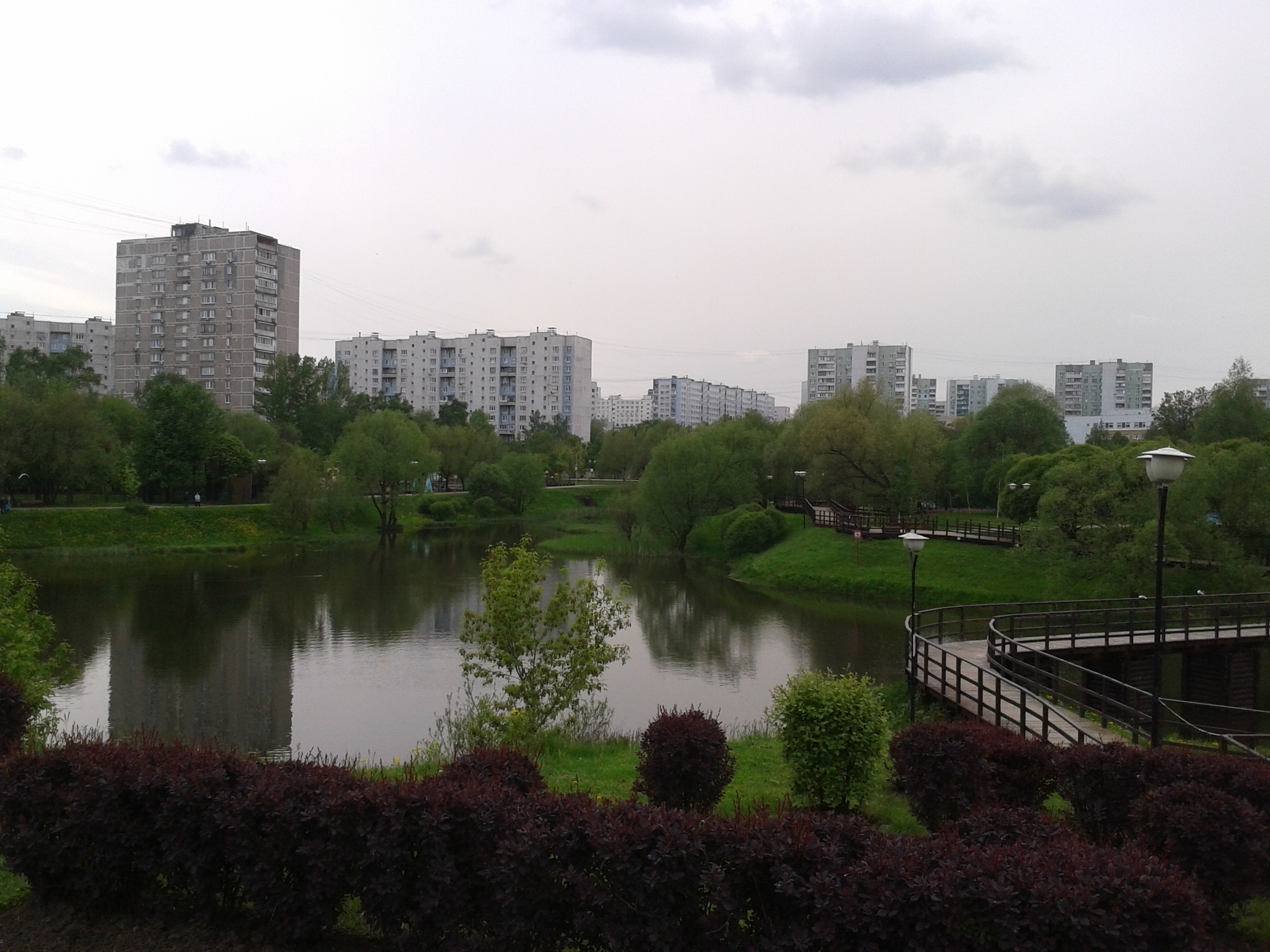
Этнографическая деревня Бибирево
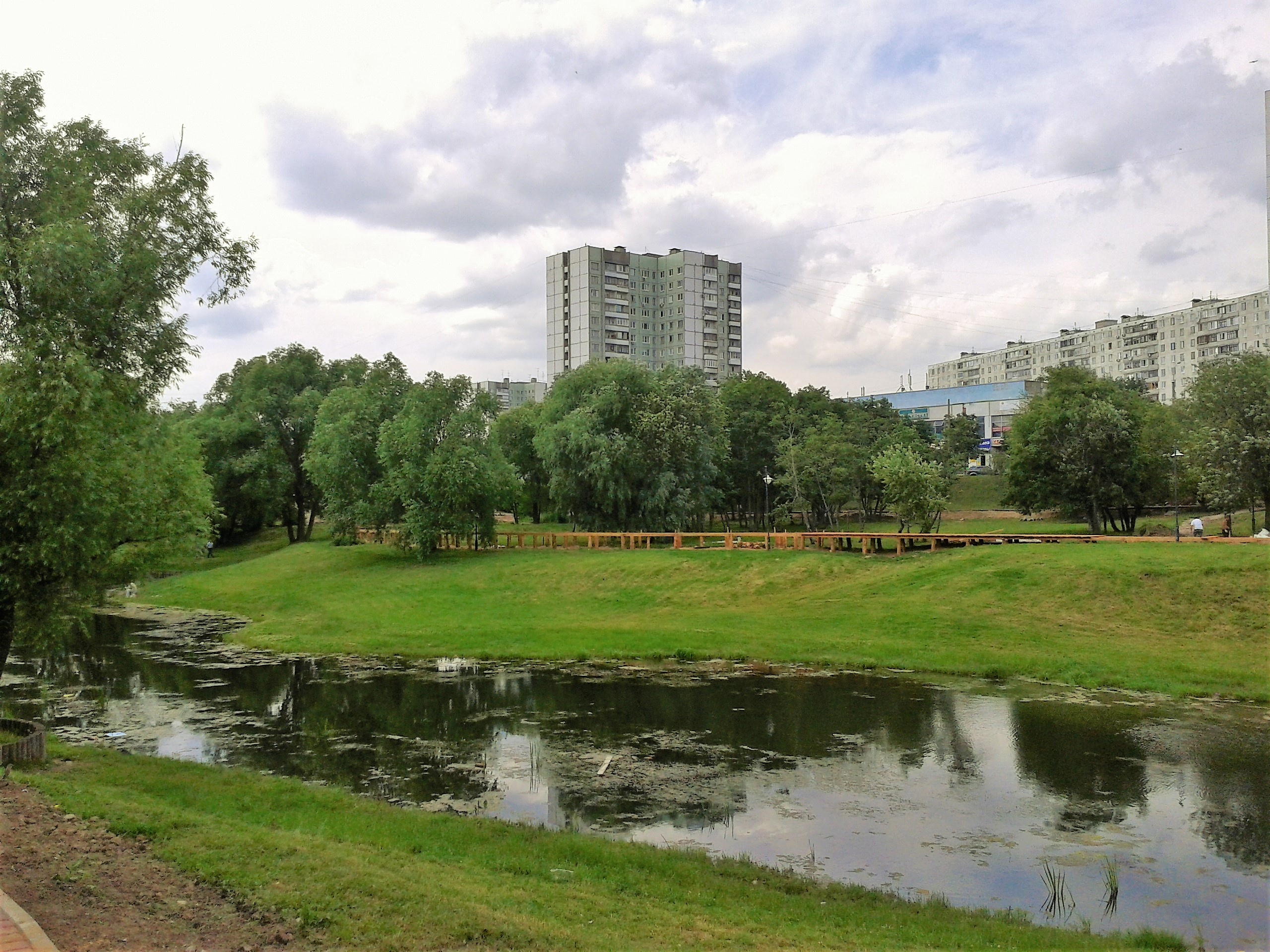
Долина реки Чермянки в этнографической деревне, виден дом 17 по Белозерской улице
Памятник российско-украинской дружбе до лета 2022 года
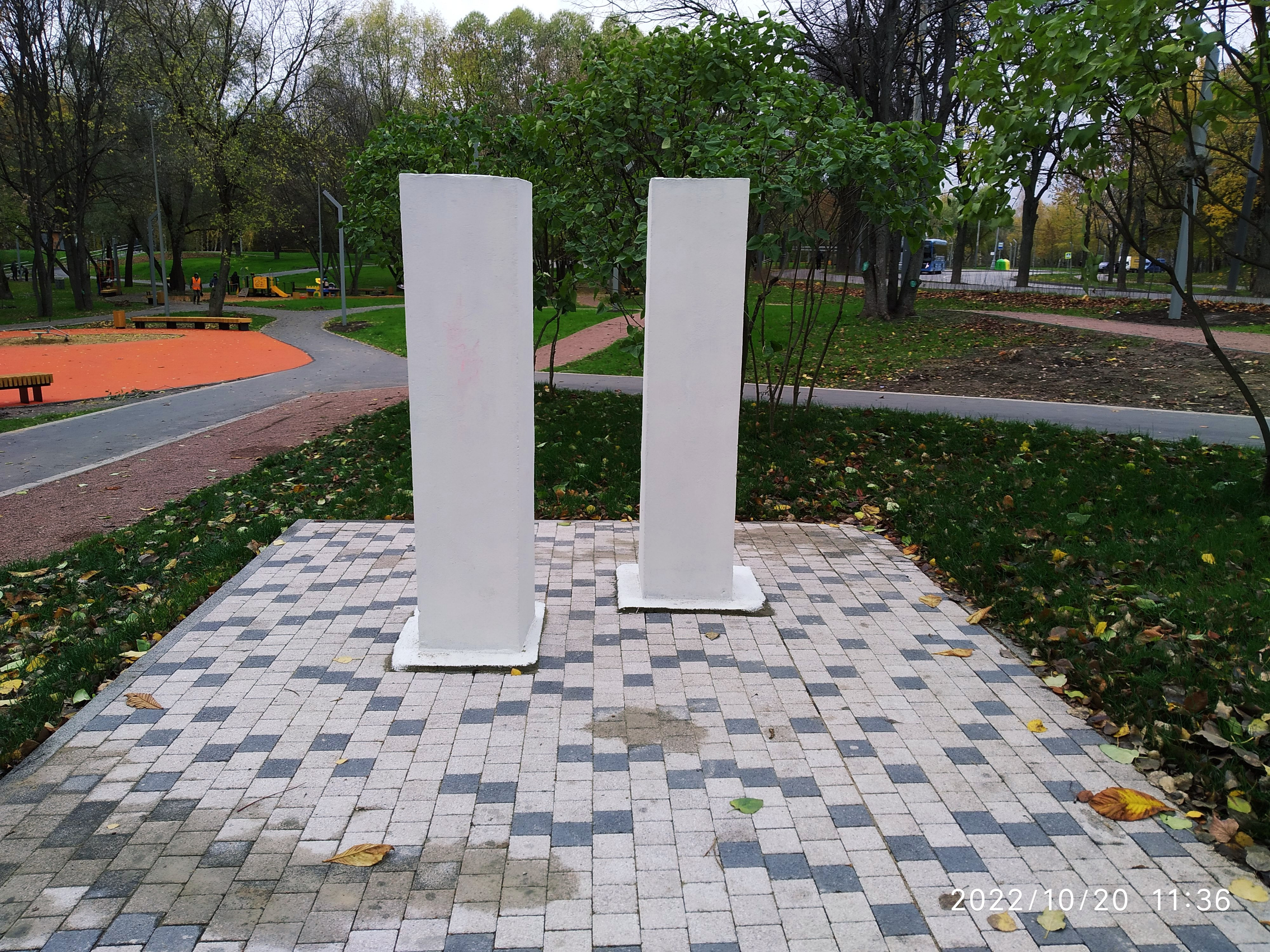
Памятник в октябре 2022 года

## Общественный транспорт
- Автобус 815 от станции метро «Алтуфьево»
- Автобус 282 от станции метро «Бибирево».